# Herbjørg Wassmo

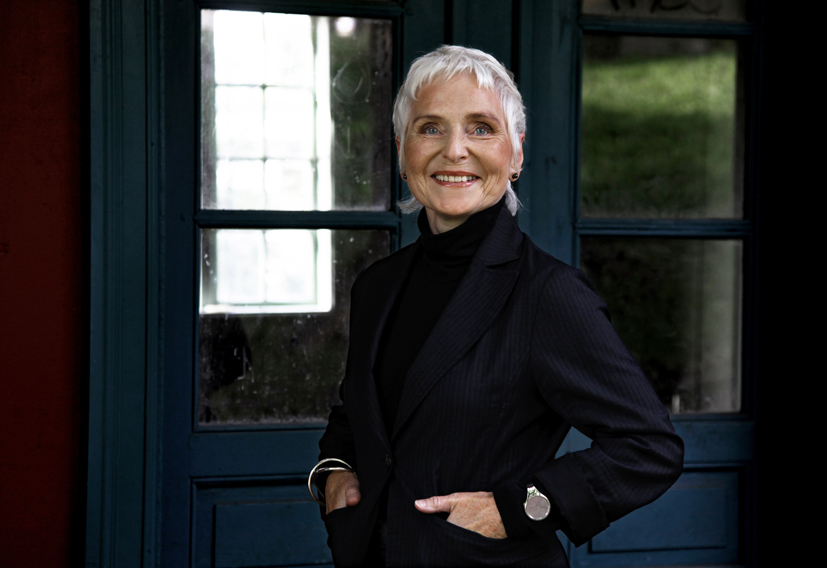
Herbjørg Wassmo in 2009.

Herbjørg Wassmo (Øksnes op Vesterålen, 6 december 1942) is een Noorse schrijfster. Zij debuteerde in 1976 met de dichtbundel Vingeslag. Haar doorbraak als schrijfster kwam in  1981 met het eerste deel van de Tora-trilogie:  Huset med den blinde glassveranda. Sindsdien is zij een van de meest verkochte schrijvers in Noorwegen. Ze ontving meerdere literaire prijzen.

## Noord-Noorwegen
Wassmo is afkomstig uit het noorden van Noorwegen. Dat deel van het land speelt ook een grote rol in haar werk. Ze werd geboren op Vesterålen, een eilandengroep in de provincie Nordland. Ze heeft een opleiding als leraar gevolgd en ook jaren in het onderwijs gewerkt.
Ze geldt niet als een bijzonder vernieuwende schrijfster, ze past in de rijke Noorse traditie, waarbij de lezer als het ware in de huid kruipt van de hoofdpersoon. Haar eerste grote succes, de Tora-trilogie, vertelt het verhaal van Tora, kind van een Noorse vrouw en een Duitse militair die misbruikt wordt door haar stiefvader. 
Haar andere trilogie, Dina beschrijft het leven van een wilskrachtige vrouw in het woeste Noorden van de negentiende eeuw. Deze trilogie bestaat uit de romans Dinas bok, Lykkens sønn en Karnas arv. Het eerste deel van de Dina-trilogie is verfilmd.
In 2009 verscheen haar roman Honderd jaar waarin Wassmo het verhaal van haar overgrootmoeder, haar grootmoeder en haar moeder Hjordis beschrijft. Ook het feit dat Wassmo zelf is misbruikt door haar vader komt aan bod.
Een aantal van haar boeken is door Paula Stevens vertaald in het Nederlands. Voor het derde deel van de Tora trilogie, Hudløs Himmel kreeg Wassmo in 1987 de literatuurprijs van de Noordse Raad